# Robert-Gradmann-Medaille
Die Robert-Gradmann-Medaille wurde aus Anlass des 100. Geburtstages des (Geo-)Botanikers und Geographen Robert Gradmann im Jahr 1965 gestiftet und erstmals an drei Wissenschaftler aus dem Bereich der deutschen Landeskunde vergeben. Stiftungsgeber war der Zentralausschuss für deutsche Landeskunde e. V., der im Jahr 1995 in Deutsche Akademie für Landeskunde e. V. umbenannt wurde.

## Preisträger
- 1965: Friedrich Metz, Freiburg; Friedrich Huttenlocher, Tübingen; Friedrich Mager, Greifswald
- 1967: Emil Meynen, Bonn-Bad Godesberg
- 1969: Theodor Kraus[1]
- 1971: Wilhelm Müller-Wille, Münster; Anneliese Krenzlin, Frankfurt am Main
- 1975: Carl Schott, Marburg
- 1977: Erich Otremba, Köln; Josef Schmithüsen, Saarbrücken
- 1979: Martin Born, Saarbrücken (posthum)
- 1996: Helmut Jäger, Würzburg
- 2000: Hermann Grees, Tübingen
- 2004: Alois Mayr, Münster[2]